# Kurfürstenfabel
Mit dem Begriff der Kurfürstenfabel werden von der neueren historischen Forschung spätmittelalterliche Vorstellungen von der Entstehung des Wahlgremiums der zur Wahl des römisch-deutschen Königs berechtigten Kurfürsten bezeichnet. 
Nach diesen zum Ende des 13. Jahrhunderts aufkommenden Theorien beruhte das Wahlgremium auf Einsetzung durch bedeutende Kaiser oder durch den Papst. An Kaisern werden genannt: Karl der Große (768–814), Otto III. (984–1002), Heinrich II. (1002–1024), die päpstliche Variante der Kurfürstenfabel bezieht sich meist auf Gregor V. (996–999).

## Mittelalterliche Vorstellungen
Die Kurfürstenfabel zeigt, wie sich mittelalterliche Chronisten und Beobachter politische und soziale Entwicklungen vorstellten. Danach mussten diese stets Folge eines einmaligen Aktes sein. Dementsprechend wurde das alleinige Wahlrecht der Kurfürsten bereits kurz nach der Entstehung des Kurfürstenkollegiums nicht mehr angezweifelt, denn es galt als uraltes Recht dieser Fürsten. Die tatsächlichen Ursachen für die Herausbildung des Gremiums in der zweiten Hälfte des 13. Jahrhunderts lassen sich nicht ermitteln.
Die Kurfürstenfabel war in verschiedenen Varianten im Umlauf. Am verbreitetsten war die des Martin von Troppau, die er 1268/71 niederschrieb, also erst kurz vor der Wahl Rudolfs I. zum römisch-deutschen König. Ihm zufolge wurde das Wahlrecht auf die Kurfürsten übertragen, nachdem Otto III. im Jahre 1002 kinderlos gestorben war. Da diese Fürsten die Erzämter des Reiches innehatten, seien diese auch zur Wahl berechtigt. Diese Argumentation findet sich bereits Ende der 1220er Jahre im Sachsenspiegel, der großen Sammlung des in Sachsen geltenden Rechtes. Erst in den 1270er Jahren übernahmen die Kurfürsten selbst diese zusätzliche Legitimation ihrer exklusiven Wahlfunktion und führten das Erzamt in ihrer Titulatur auf.
Diese Erzämtertheorie findet sich in Herschreibung aus dem Ende der Ottonen auch jenseits der Alpen, so bei Giovanni Villani und bei Marsilius von Padua.

## Neuere Forschung
Auch die neuere historische Forschung ist nicht frei von solchen monokausalen Bewertungsstrukturen. An Theorien zur Entstehung des Kurfürstengremiums seien hier vorgestellt:
- die Erzämtertheorie von Egon Boshof, wonach die vier weltlichen Kurfürsten auch die königlichen Hofämter des Truchsess, Schenken, Marschalls und Kämmerers innehatten,
- die Erbrechtstheorie von Armin Wolf, nach der das Wahlgremium von König Albrecht I. (1298–1308) im Jahr 1298 eingesetzt wurde, wobei die Nachkommen der ottonischen Königsdynastie die weltlichen Kurfürsten stellten.[1]
- die Entwicklungstheorie von Franz-Reiner Erkens, wonach die Entstehung des Wahlgremiums in Etappen von 1198 bis 1273 verlief.